# Раховская картонная фабрика
Раховская картонная фабрика — промышленное предприятие в городе Рахов Раховского района Закарпатской области Украины.

## История

### 1946 - 1991
26 сентября 1945 года в райцентре Рахов были утверждены границы земельного участка, выделенного для строительства целлюлозно-бумажного комбината. В 1946 году в соответствии с четвёртым пятилетним планом восстановления и развития народного хозяйства СССР началось строительство Раховской картонной фабрики. В состав предприятия входили четыре цеха (картонно-ящиковый, механический, транспортный и ремонтно-строительный) и заводская ТЭЦ.
В марте 1952 года первая очередь фабрики произвела первый картон (всего в 1952 году было выпущено 2,8 тыс. тонн картона на сумму 540 тыс. рублей).
В 1955 году фабрика достигла проектной мощности (10 тыс. тонн картона в год), в этом же году было завершено строительство заводской ТЭЦ, после запуска которой появилась возможность ввести в действие вторую машину по производству картона. В 1957 году был завершен монтаж поточной линии по производству картонных ящиков.
В дальнейшем, объемы производства увеличились (если в 1957 году завод произвёл 4 млн. картонных ящиков для сливочного масла, то в 1958 году - 4,3 млн.). В годы семилетки (1959 - 1965) была проведена механизация и автоматизация производственных процессов, что позволило увеличить выпуск валовой продукции более чем в два раза, при этом объем производства картона был увеличен на 47%, а объем производства картонных ящиков - в три раза.
В середине 1960-х годов было обновлено оборудование фабрики - здесь ввели в эксплуатацию две новые поточные линии и реконструировали станок-автомат по производству картонных ящиков.
В первом квартале 1966 года фабрика победила в отраслевом социалистическом соревновании и была награждена переходящим Красным знаменем министерства лесной, деревообрабатывающей и целлюлозно-бумажной промышленности СССР и денежной премией. Всего в 1966 году фабрика выпустила продукции на сумму 10,099 млн. рублей.
В 1967 году коллектив Раховской картонной фабрики был занесён в областную юбилейную книгу Трудовой славы. В конце 1967 года фабрика начала работать с новой системой планирования и экономического стимулирования труда, в дальнейшем было принято решение о продолжении модернизации оборудования и увеличении производственных мощностей предприятия.
По состоянию на 1968 год, на фабрике работало 997 человек (70 инженерно-технических работников, 37 служащих и 890 рабочих). Предприятие специализировалось на производстве картона из макулатуры и мягких пород древесины, изготовленный здесь картон поставлялся почти во все республики СССР.
Для работников фабрики был построен микрорайон, в котором помимо жилых домов были построены восьмилетняя школа, детский комбинат, водолечебница, столовая, Дом культуры, стадион, плавательный бассейн с подогревом воды и оранжерея.
В целом, в советское время фабрика входила в число ведущих предприятий города, на её балансе находились объекты социальной инфраструктуры.

### После 1991
После провозглашения независимости Украины фабрика была передана в ведение Государственного комитета природных ресурсов Украины. 
21 января 1995 года фабрика была передана в управление государственной акционерной компании "Укрресурсы". 15 мая 1995 года Кабинет министров Украины принял решение о приватизации фабрики в течение 1995 года, после чего государственное предприятие было преобразовано в открытое акционерное общество.
В 2000 году хозяйственный суд Закарпатской области возбудил дело о банкротстве фабрики, в 2002 году она была признана банкротом и в дальнейшем прекратила существование.